# Under the Pampas Moon
Under the Pampas Moon är en amerikansk romantisk westernfilm från 1935 i regi av James Tinling. I huvudrollerna ses Warner Baxter och Ketti Gallian. 

## Handling
Kvinnokarlen och gauchon Cesar Campo lever ett sorglöst liv på Pampas. Men så landar ett plan i närheten med en attraktiv fransk sångerska och friden är över.

## Rollista i urval
- Warner Baxter - Cesar Campo
- Ketti Gallian - Yvonne LaMarr
- J. Carrol Naish - Tito
- John Miljan - Graham Scott
- Armida - Rosa
- Ann Codee - Madame LaMarr
- Jack La Rue - Bazan
- George Irving - Don Bennett
- Blanca Vischer - Elena
- Veloz - dansare i The Cobra Tango
- Yolanda - dansare i The Cobra Tango
- Rita Hayworth - Carmen (som Rita Cansino)
- Tito Guízar - sångare på café
- Chris-Pin Martin - Pietro
- Max Wagner - Big José
- Philip Cooper - Little José
- Sam Appel - bartender
- Arthur Stone - Rosas far
- George J. Lewis - flygare
- Paul Porcasi - hovmästare
- Marie Burton - hembiträde (som Catherine Cotter)
- Soledad Jiménez - Soledad Jiménez